# Moneta

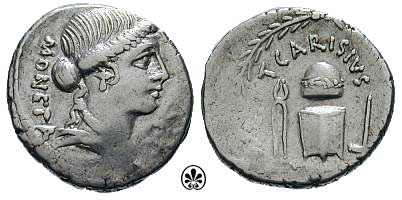
Moneda romana acuñada por Tito Carisio con Iuno moneta en el anverso.

En la mitología romana, Moneta (en latín: Monēta) era el título que se le daba a dos diosas distintas: por un lado, se refería a la diosa de la memoria (identificada con la diosa griega Mnemósine) y, por otro, constituía un epíteto de Juno, llamada Juno Moneta (en latín: Iūno Monēta). Este nombre es el origen de la palabra ‘moneda’.

## Moneta
La diosa Moneta fue creada en gran medida bajo la influencia de la religión griega como una igual de Mnemósine, la diosa de la memoria y la madre de las Musas. El nombre de la diosa deriva de la palabra latina monēre (que significa ‘recordar, advertir o enseñar’). El epíteto Moneta dado a Juno deriva probablemente de la palabra griega "moneres" y significa "solo, único".

## Juno Moneta
Juno, con el epíteto de "moneta", fue la protectora de los fondos. En este sentido, en la antigua Roma los denarios (de ahí, ‘dinero’) se acuñaban junto a su templo. La palabra "moneta" terminó por significar "moneda" o "acuñar" ya en época de poetas como Ovidio, Marcial, Juvenal y Cicerón.